# Molledo
Molledo est une ville espagnole située dans la communauté autonome de Cantabrie.

## Villes
Les 1.770 habitants (INE, 2006) de Molledo sont répartis entre les emplacements suivants:
- Cobejo (es), 20 chambres.
- Helguera (es) , 122 habitants.
- Molledo (capitale), 425 hab., dispersés quartiers Arche (23 pop.), Caceo (36 pop.) et Molledo (366 hab.)
- San Martin de Quevedo (es), 236 habitants., dont 39 vivent à Casares, 69 Pando, 15 Quevedo, 27 à San Martin, 22 Santian, 37 Ulda, 24 à Vallejo et 3 en Media Concha (également orthographié Mediaconcha).
- Santa Cruz (es), 188 habitants, dont 61 vivent dans le quartier de Mura.
- Santa Olalla (es), 159 habitants, dont 40 vivent dans le quartier d'El Meson.
- Silió, 620 habitants, dont 71 vivent dans le quartier de Santa Marina.

## Patrimoine
- Église de San Facundo et San Primitivo (es) située à Silió.